# Temporada da Indy Lights de 2001
A Temporada da Indy Lights de 2001 foi a décima-sexta na história da categoria, e última sob chancela da CART.
Teve como campeão o norte-americano Townsend Bell, da Dorricott Racing, e o inglês Dan Wheldon, da PacWest Lights, como melhor novato.

## Equipes e pilotos
Todas as equipes corriam com chassis Lola T97/20 e motores Buick V6.
| Equipe               | Número | Piloto              | Patrocínio                         | Notes |
| -------------------- | ------ | ------------------- | ---------------------------------- | --- |
| Brian Stewart Racing | 2      | Larry Mason         | King Taco/Trench Shoring           | Apenas Long Beach                                                                                                |
| Brian Stewart Racing | 3      | Andy Booth          |                                    | Apenas Long Beach                                                                                                |
| Conquest Racing      | 11     | Kristian Kolby      |                                    | 1–8 |
| Conquest Racing      | 11     | Matt Halliday       | Correu com o #11 apenas em Fontana | |
| Conquest Racing      | 21     | Matt Halliday       | Mi-Jack                            | 4–11 |
| Conquest Racing      | 21     | Nilton Rossoni      |                                    | Apenas Monterrey                                                                                                 |
| Dorricott Racing     | 30     | Townsend Bell       | DirecWay                           | |
| Dorricott Racing     | 31     | Damien Faulkner     |                                    | |
| Dorricott Racing     | 32     | Jon Fogarty         | Thomas Fogarty Winery              | Não correu o GP de Portland por causa de uma hérnia de disco. Regressou nas etapas de Road Atlanta e Laguna Seca |
| Dorricott Racing     | 32     | Geoff Boss          | Thomas Fogarty Winery              | Substituiu Halliday nos GP's de Toronto e Mid-Ohio                                                               |
| Indy Regency Racing  | 12     | Cory Witherill      | WSA Healthcare, Casino Morongo     | Não largou no GP do Texas                                                                                        |
| Mexpro Racing        | 15     | Rudy Junco, Jr.     | Starlight Diamonds                 | |
| Mexpro Racing        | 16     | Derek Higgins       | Starlight Diamonds                 | |
| PacWest Lights       | 1      | Dan Wheldon         | Gemstart                           | |
| PacWest Lights       | 17     | Mario Domínguez     | del Valle, Corona                  | |
| Roquin Motorsports   | 64     | Rolando Quintanilla | Telmex                             | |
| Roquin Motorsports   | 65     | Luis Díaz           | Telmex                             | |

## Classificação
| Pos | Nome                | MTY | LGB | TEX | MIL | POR | KAN | TOR | MDO | GTY  | ATL | LAG | FON | Pts. |
| --- | ------------------- | --- | --- | --- | --- | --- | --- | --- | --- | ---- | --- | --- | --- | ---- |
| 1   | Townsend Bell       | 2   | 1   | 8   | 1*1 | 6   | 5*  | 1*  | 1*  | R9*1 | 2*  | 1*  | 1*1 | 193  |
| 2   | Dan Wheldon         | 5   | 2*  | R10 | 3   | R10 | 3   | 7   | 2   | 1    | 1   | 5   | 2   | 149  |
| 3   | Damien Faulkner     | 7   | R13 | 1*  | 7   | 1*  | 2   | 3   | 3   | 5    | 3   | 4   | 7   | 141  |
| 4   | Mario Domínguez     | 4   | 4   | 6   | 2   | R11 | R10 | 2   | 6   | 2    | 4   | 10  | 5   | 120  |
| 5   | Derek Higgins       | 1*  | 3   | 2   | DNS | 3   | R11 | 9   | R12 | 4    | 6   | 6   | 4   | 113  |
| 6   | Matt Halliday       |     |     |     | 9   | 4   | 4   | 4   | 5   | 3    | 8   | 7   | 3   | 89   |
| 7   | Luis Díaz           | 11  | 9   | 4   | 4   | 9   | 7   | 5   | R11 | 6    | 7   | 3   | 6   | 88   |
| 8   | Kristian Kolby      | 6   | 5   | 3   | 6   | 8   | 1   | R10 | 4   |      |     |     |     | 80   |
| 9   | Rudy Junco, Jr.     | 8   | 8   | 7   | 5   | 2   | R9  |     | 7   | 7    |     | 9   | 8   | 67   |
| 10  | Rolando Quintanilla | 10  | R11 | 5   | 8   | 5   | 8   | 8   | 9   | 8    | 9   | 8   | 9   | 62   |
| 11  | Jon Fogarty         | 3   | R12 | R9  | 10  |     |     |     |     |      | 5   | 2   |     | 48   |
| 12  | Cory Witherill      | 9   | 7   |     | R11 | 7   | 6   | R11 | 8   | R10  | R10 | 11  | R10 | 44   |
| 13  | Geoff Boss          |     |     |     |     |     |     | 6   | 10  |      |     |     |     | 11   |
| 14  | Andy Booth          |     | 6   |     |     |     |     |     |     |      |     |     |     | 8    |
| 15  | Larry Mason         |     | 10  |     |     |     |     |     |     |      |     |     |     | 3    |
| 16  | Nilton Rossoni      | R12 |     |     |     |     |     |     |     |      |     |     |     | 1    |
| Pos | Nome                | MTY | LGB | TEX | MIL | POR | KAN | TOR | MDO | GTY  | ATL | LAG | FON | Pts. |

| Cor         | Resultado                            |
| ----------- | ------------------------------------ |
| Ouro        | Vencedor                             |
| Prata       | 2º lugar                             |
| Bronze      | 3º lugar                             |
| Verde       | Entre 4º e 5º                        |
| Azul-claro  | Entre 6º e 10º                       |
| Azul-escuro | Completou a corrida (Fora do Top 10) |
| Roxo        | Não completou a corrida              |
| Vermelho    | Não-classificado (DNQ)               |
| Marrom      | Desistiu (Wth)                       |
| Preto       | Desclassificado (DSQ)                |
| Branco      | Não largou (DNS)                     |
| Em branco   | Não participou (DNP)                 |
| Em branco   | Não correu                           |

| Linha de anotação |                                        |
| Negrito           | Pole position (1 ponto)                |
| Itálico           | Volta mais rápida (1 ponto)            |
| *                 | Mais voltas na liderança (1 ponto)     |
| 1                 | Treino cancelado Pontos não-atribuídos |
| Rookie            |                                        |

| Cor         | Resultado                            |
| ----------- | ------------------------------------ |
| Ouro        | Vencedor                             |
| Prata       | 2º lugar                             |
| Bronze      | 3º lugar                             |
| Verde       | Entre 4º e 5º                        |
| Azul-claro  | Entre 6º e 10º                       |
| Azul-escuro | Completou a corrida (Fora do Top 10) |
| Roxo        | Não completou a corrida              |
| Vermelho    | Não-classificado (DNQ)               |
| Marrom      | Desistiu (Wth)                       |
| Preto       | Desclassificado (DSQ)                |
| Branco      | Não largou (DNS)                     |
| Em branco   | Não participou (DNP)                 |
| Em branco   | Não correu                           |

| Linha de anotação |                                        |
| Negrito           | Pole position (1 ponto)                |
| Itálico           | Volta mais rápida (1 ponto)            |
| *                 | Mais voltas na liderança (1 ponto)     |
| 1                 | Treino cancelado Pontos não-atribuídos |
| Rookie            |                                        |